# Kállósemjén vasútállomás
Kállósemjén vasútállomás egy Szabolcs-Szatmár-Bereg vármegyei vasútállomás, Kállósemjén településen, a MÁV üzemeltetésében. A belterület déli részén helyezkedik el, a Péterhalom településrészre vezető 49 144-es számú mellékút vasúti keresztezésétől nem messze, közvetlen közúti elérését a 49 316-os számú mellékút biztosítja.

## Vasútvonalak
Az állomást az alábbi vasútvonalak érintik:
- Nyíregyháza–Mátészalka–Zajta-vasútvonal

## Kapcsolódó állomások
A vasútállomáshoz az alábbi állomások vannak a legközelebb:
- Nagykálló vasútállomás (Nyíregyháza–Mátészalka–Zajta-vasútvonal)
- Máriapócs megállóhely (Nyíregyháza–Mátészalka–Zajta-vasútvonal)

## Forgalom
| Járat        | Útvonal | Gyakoriság |
| ------------ | --- | ---------- |
| személyvonat | Nyíregyháza – Nagykálló – Kállósemjén – Máriapócs – Nyírbátor – Nyírcsászári – Hodász – Nyírmeggyes – Mátészalka | Napi 4 pár |